# Diocese de Georgetown
A Diocese de Georgetown (em latim: Diœcesis Georgiopolitana, em inglês:  Diocese of Georgetown) é uma circunscrição eclesiástica católica erigida em 12 de abril de 1837, sufragânea da Arquidiocese de Port of Spain. Foi erigida como Vicariato Apostólico da Guiana Inglesa, e elevada à Diocese de Georgetown em 29 de fevereiro de 1956. A catedral da diocese, a Catedral da Imaculada Conceição, está localizada em Georgetown, capital do país.

## Líderes
- William Clancy (1837 - 1843)
- John Thomas Hynes, O.P. (1846 - 1858)
- James Etheridge, S.J. (1858 - 1877)
- Anthony Butler, S.J. (1878 - 1901)
- Compton Theodore Galton, S.J. (1902 - 1931)
- George Weld, S.J. (1932 - 1954)
- Richard Lester Guilly, S.J. (1956 - 1972)
- Bento Singh (1972 - 2003)
- Francis Alleyne Dean, O.S.B. (2003 -)